# Šentrupert (gmina Laško)
Šentrupert – wieś w Słowenii, w gminie Laško. W 2018 roku liczyła 382 mieszkańców.